# Lepidium coronopifolium
Lepidium coronopifolium là một loài thực vật có hoa trong họ Cải. Loài này được Fisch. mô tả khoa học đầu tiên năm 1808.